# Okunica (przystanek kolejowy)
Okunica – nieczynny przystanek kolejowy w Okunicy w województwie zachodniopomorskim, w Polsce.